# ولایت بونگو

نقشه ژاپن در سال ۱۸۶۸ میلادی. این ولایت با رنگ تیره مشخص شده است.

ولایت بونگو (به ژاپنی: 豊後国 Bungo no kuni) یکی از ولایت‌ها در تقسیم‌بندی کشوری قدیم ژاپن بود.